# 후쿠오카현도 제599호선
599번 후쿠오카현도(일본어: 福岡県道599号日ノ丸久保線→후쿠오카현도 599호 히노마루-구보선)는 후쿠오카현 가스야군 신구정의 아이노시마를 한 바퀴 일주하는 순환선 형태의 일반 현도이다.

## 개요
언급한 바와 같이 아이노섬을 일주하는 현도이다. 기점 및 종점 모두 후쿠오카현 가스야군 신구정 아이노시마이다.

## 지리
- 통과하는 지자체: 가스야군 신구정 (아이노시마)
- 연선에 있는 시설: 아이노시마 도선 대합실